# Maxence Caqueret
Maxence Caqueret (Vénissieux, 15 febbraio 2000) è un calciatore francese, centrocampista del Como.

## Caratteristiche tecniche
È un centrocampista completo, bravo in impostazione ed elegante nelle movenze. Dotato di passo rapido grazie al fisico brevilineo, solitamente gioca da regista davanti alla difesa ma grazie alla sua dinamicità può essere impiegato anche come trequartista.

## Carriera

### Club

#### Olympique Lione
Cresciuto nel settore giovanile dell'Olympique Lione, ha esordito in prima squadra il 5 gennaio 2019 disputando l'incontro di Coppa di Francia vinto 2-0 contro il Bourges. La stagione seguente, aggregato definitivamente alla prima squadra, ha debuttato in Ligue 1 giocando il match vinto 2-1 contro lo Strasburgo del 30 novembre.

#### Como
Il 12 gennaio 2025 viene ufficializzato il suo trasferimento a titolo definitivo al Como per 17 milioni di euro, firmando un contratto valido fino al 2029. Appena due giorni dopo fa subito il suo esordio in serie A nella sconfitta interna contro il Milan, subentrando a Gabriel Strefezza nel secondo tempo. Il 10 maggio seguente realizza la sua prima rete in serie A, avviando la vittoria in rimonta per 3-1 sul Cagliari.

## Statistiche

### Presenze e reti nei club
Statistiche aggiornate al 23 maggio 2025.
| Stagione                 | Squadra                  | Campionato               | Campionato | Campionato | Coppe nazionali | Coppe nazionali | Coppe nazionali | Coppe continentali | Coppe continentali | Coppe continentali | Altre coppe | Altre coppe | Altre coppe | Totale | Totale |
| Stagione                 | Squadra                  | Comp                     | Pres       | Reti       | Comp            | Pres            | Reti            | Comp               | Pres               | Reti               | Comp        | Pres        | Reti        | Pres   | Reti   |
| ------------------------ | ------------------------ | ------------------------ | ---------- | ---------- | --------------- | --------------- | --------------- | ------------------ | ------------------ | ------------------ | ----------- | ----------- | ----------- | ------ | ------ |
| 2016-2017                | Olympique Lione 2        | CFA                      | 1          | 0          | -               | -               | -               | -                  | -                  | -                  | -           | -           | -           | 1      | 0      |
| 2017-2018                | Olympique Lione 2        | N2                       | 16         | 0          | -               | -               | -               | -                  | -                  | -                  | -           | -           | -           | 16     | 0      |
| 2018-2019                | Olympique Lione 2        | N2                       | 19         | 3          | -               | -               | -               | -                  | -                  | -                  | -           | -           | -           | 19     | 3      |
| 2019-2020                | Olympique Lione 2        | N2                       | 4          | 0          | -               | -               | -               | -                  | -                  | -                  | -           | -           | -           | 4      | 0      |
| Totale Olympique Lione 2 | Totale Olympique Lione 2 | Totale Olympique Lione 2 | 40         | 3          |                 | -               | -               |                    | -                  | -                  |             | -           | -           | 40     | 3      |
| 2018-2019                | Olympique Lione          | L1                       | 0          | 0          | CF+CdL          | 2+0             | 0               |                    | -                  | -                  |             | -           | -           | 2      | 0      |
| 2019-2020                | Olympique Lione          | L1                       | 8          | 0          | CF+CdL          | 2+3             | 1+0             | UCL                | 3                  | 0                  |             | -           | -           | 16     | 1      |
| 2020-2021                | Olympique Lione          | L1                       | 29         | 0          | CF              | 4               | 0               | -                  | -                  | -                  | -           | -           | -           | 33     | 0      |
| 2021-2022                | Olympique Lione          | L1                       | 31         | 0          | CF              | 0               | 0               | UEL                | 8                  | 0                  | -           | -           | -           | 39     | 0      |
| 2022-2023                | Olympique Lione          | L1                       | 36         | 4          | CF              | 4               | 0               | -                  | -                  | -                  | -           | -           | -           | 40     | 4      |
| 2023-2024                | Olympique Lione          | L1                       | 34         | 1          | CF              | 6               | 1               | -                  | -                  | -                  | -           | -           | -           | 40     | 2      |
| 2024-gen. 2025           | Olympique Lione          | L1                       | 9          | 0          | CF              | 1               | 0               | UEL                | 4                  | 0                  | -           | -           | -           | 14     | 0      |
| Totale Olympique Lione   | Totale Olympique Lione   | Totale Olympique Lione   | 147        | 5          |                 | 22              | 2               |                    | 15                 | 0                  |             | -           | -           | 184    | 7      |
| gen.-giu. 2025           | Como                     | A                        | 18         | 2          | CI              | -               | -               | -                  | -                  | -                  | -           | -           | -           | 18     | 2      |
| Totale carriera          | Totale carriera          | Totale carriera          | 205        | 10         |                 | 22              | 2               |                    | 15                 | 0                  |             | -           | -           | 242    | 12     |

### Cronologia presenze e reti in nazionale
| Cronologia completa delle presenze e delle reti in nazionale ― Francia under 21 | Cronologia completa delle presenze e delle reti in nazionale ― Francia under 21 | Cronologia completa delle presenze e delle reti in nazionale ― Francia under 21 | Cronologia completa delle presenze e delle reti in nazionale ― Francia under 21 | Cronologia completa delle presenze e delle reti in nazionale ― Francia under 21 | Cronologia completa delle presenze e delle reti in nazionale ― Francia under 21 | Cronologia completa delle presenze e delle reti in nazionale ― Francia under 21 | Cronologia completa delle presenze e delle reti in nazionale ― Francia under 21 |
| Data                                                                            | Città                                                                           | In casa                                                                         | Risultato                                                                       | Ospiti                                                                          | Competizione                                                                    | Reti                                                                            | Note                                                                            |
| ------------------------------------------------------------------------------- | ------------------------------------------------------------------------------- | ------------------------------------------------------------------------------- | ------------------------------------------------------------------------------- | ------------------------------------------------------------------------------- | ------------------------------------------------------------------------------- | ------------------------------------------------------------------------------- | ------------------------------------------------------------------------------- |
| 4-9-2020                                                                        | Gori                                                                            | Georgia under 21                                                                | 0 – 2                                                                           | Francia under 21                                                                | Qual. Europeo Under-21 2021                                                     | -                                                                               |                                                                                 |
| 7-9-2020                                                                        | Sumqayıt                                                                        | Azerbaigian under 21                                                            | 1 – 2                                                                           | Francia under 21                                                                | Qual. Europeo Under-21 2021                                                     | -                                                                               | 71’                                                                             |
| 8-10-2020                                                                       | Strasburgo                                                                      | Francia under 21                                                                | 5 – 0                                                                           | Liechtenstein under 21                                                          | Qual. Europeo Under-21 2021                                                     | -                                                                               | 75’                                                                             |
| 12-11-2020                                                                      | Vaduz                                                                           | Liechtenstein under 21                                                          | 0 – 5                                                                           | Francia under 21                                                                | Qual. Europeo Under-21 2021                                                     | -                                                                               | 63’                                                                             |
| 31-3-2021                                                                       | Győr                                                                            | Islanda under 21                                                                | 0 – 2                                                                           | Francia under 21                                                                | Europeo Under-21 2021 - 1º turno                                                | -                                                                               | 60’                                                                             |
| 2-9-2021                                                                        | Le Mans                                                                         | Francia under 21                                                                | 3 – 0                                                                           | Macedonia del Nord under 21                                                     | Qual. Europeo Under-21 2023                                                     | -                                                                               |                                                                                 |
| 6-9-2021                                                                        | Tórshavn                                                                        | Fær Øer under 21                                                                | 1 – 1                                                                           | Francia under 21                                                                | Qual. Europeo Under-21 2023                                                     | -                                                                               |                                                                                 |
| 8-10-2021                                                                       | Brest                                                                           | Francia under 21                                                                | 5 – 0                                                                           | Ucraina under 21                                                                | Qual. Europeo Under-21 2023                                                     | -                                                                               |                                                                                 |
| 12-10-2021                                                                      | Novi Sad                                                                        | Serbia under 21                                                                 | 0 – 3                                                                           | Francia under 21                                                                | Qual. Europeo Under-21 2023                                                     | -                                                                               |                                                                                 |
| 11-11-2021                                                                      | Grenoble                                                                        | Francia under 21                                                                | 7 – 0                                                                           | Armenia under 21                                                                | Qual. Europeo Under-21 2023                                                     | 1                                                                               | 62’                                                                             |
| 16-11-2021                                                                      | Skopje                                                                          | Macedonia del Nord under 21                                                     | 0 – 1                                                                           | Francia under 21                                                                | Qual. Europeo Under-21 2023                                                     | -                                                                               |                                                                                 |
| 24-3-2022                                                                       | Calais                                                                          | Francia under 21                                                                | 2 – 0                                                                           | Fær Øer under 21                                                                | Qual. Europeo Under-21 2023                                                     | -                                                                               | 76’                                                                             |
| 28-3-2022                                                                       | Calais                                                                          | Francia under 21                                                                | 5 – 0                                                                           | Irlanda del Nord under 21                                                       | Amichevole                                                                      | 1                                                                               | 69’                                                                             |
| 2-6-2022                                                                        | Grenoble                                                                        | Francia under 21                                                                | 2 – 0                                                                           | Serbia under 21                                                                 | Qual. Europeo Under-21 2023                                                     | -                                                                               |                                                                                 |
| 6-6-2022                                                                        | Erevan                                                                          | Armenia under 21                                                                | 1 – 4                                                                           | Francia under 21                                                                | Qual. Europeo Under-21 2023                                                     | -                                                                               | 60’                                                                             |
| 9-6-2022                                                                        | Istanbul                                                                        | Ucraina under 21                                                                | 3 – 3                                                                           | Francia under 21                                                                | Qual. Europeo Under-21 2023                                                     | -                                                                               | 62’                                                                             |
| 23-9-2022                                                                       | Magdeburgo                                                                      | Germania under 21                                                               | 0 – 1                                                                           | Francia under 21                                                                | Amichevole                                                                      | -                                                                               | cap.                                                                            |
| 26-9-2022                                                                       | Valenciennes                                                                    | Francia under 21                                                                | 2 – 2                                                                           | Belgio under 21                                                                 | Amichevole                                                                      | -                                                                               | 59’                                                                             |
| 19-11-2022                                                                      | Caen                                                                            | Francia under 21                                                                | 1 – 1                                                                           | Norvegia under 21                                                               | Amichevole                                                                      | -                                                                               | 63’                                                                             |
| 16-6-2023                                                                       | Grenoble                                                                        | Francia under 21                                                                | 1 – 0                                                                           | Messico under 21                                                                | Amichevole                                                                      | 1                                                                               | cap. 2’ 71’                                                                     |
| 22-6-2023                                                                       | Cluj-Napoca                                                                     | Francia under 21                                                                | 2 – 1                                                                           | Italia under 21                                                                 | Europeo Under-21 2023 - 1º turno                                                | -                                                                               | cap.                                                                            |
| 25-6-2023                                                                       | Cluj-Napoca                                                                     | Norvegia under 21                                                               | 0 – 1                                                                           | Francia under 21                                                                | Europeo Under-21 2023 - 1º turno                                                | -                                                                               | cap. 78’                                                                        |
| 28-6-2023                                                                       | Cluj-Napoca                                                                     | Svizzera under 21                                                               | 1 – 4                                                                           | Francia under 21                                                                | Europeo Under-21 2023 - 1º turno                                                | 1                                                                               | cap.                                                                            |
| 2-7-2023                                                                        | Tbilisi                                                                         | Francia under 21                                                                | 1 – 3                                                                           | Ucraina under 21                                                                | Europeo Under-21 2023 - Quarti di finale                                        | -                                                                               | cap.                                                                            |
| Totale                                                                          |                                                                                 | Presenze                                                                        | 24                                                                              |                                                                                 | Reti                                                                            | 4                                                                               |                                                                                 |

| Cronologia completa delle presenze e delle reti in nazionale ― Francia under 20 | Cronologia completa delle presenze e delle reti in nazionale ― Francia under 20 | Cronologia completa delle presenze e delle reti in nazionale ― Francia under 20 | Cronologia completa delle presenze e delle reti in nazionale ― Francia under 20 | Cronologia completa delle presenze e delle reti in nazionale ― Francia under 20 | Cronologia completa delle presenze e delle reti in nazionale ― Francia under 20 | Cronologia completa delle presenze e delle reti in nazionale ― Francia under 20 | Cronologia completa delle presenze e delle reti in nazionale ― Francia under 20 |
| Data                                                                            | Città                                                                           | In casa                                                                         | Risultato                                                                       | Ospiti                                                                          | Competizione                                                                    | Reti                                                                            | Note                                                                            |
| ------------------------------------------------------------------------------- | ------------------------------------------------------------------------------- | ------------------------------------------------------------------------------- | ------------------------------------------------------------------------------- | ------------------------------------------------------------------------------- | ------------------------------------------------------------------------------- | ------------------------------------------------------------------------------- | ------------------------------------------------------------------------------- |
| 6-9-2019                                                                        | Zagabria                                                                        | Croazia under 20                                                                | 1 – 1                                                                           | Francia under 20                                                                | Amichevole                                                                      | -                                                                               | 76’                                                                             |
| 8-9-2019                                                                        | Maribor                                                                         | Slovenia under 20                                                               | 2 – 2                                                                           | Francia under 20                                                                | Amichevole                                                                      | -                                                                               | 66’                                                                             |
| 10-10-2019                                                                      | Marbella                                                                        | Norvegia under 20                                                               | 1 – 2                                                                           | Francia under 20                                                                | Amichevole                                                                      | -                                                                               | 62’                                                                             |
| Totale                                                                          |                                                                                 | Presenze                                                                        | 3                                                                               |                                                                                 | Reti                                                                            | 0                                                                               |                                                                                 |

| Cronologia completa delle presenze e delle reti in nazionale ― Francia under 19 | Cronologia completa delle presenze e delle reti in nazionale ― Francia under 19 | Cronologia completa delle presenze e delle reti in nazionale ― Francia under 19 | Cronologia completa delle presenze e delle reti in nazionale ― Francia under 19 | Cronologia completa delle presenze e delle reti in nazionale ― Francia under 19 | Cronologia completa delle presenze e delle reti in nazionale ― Francia under 19 | Cronologia completa delle presenze e delle reti in nazionale ― Francia under 19 | Cronologia completa delle presenze e delle reti in nazionale ― Francia under 19 |
| Data                                                                            | Città                                                                           | In casa                                                                         | Risultato                                                                       | Ospiti                                                                          | Competizione                                                                    | Reti                                                                            | Note                                                                            |
| ------------------------------------------------------------------------------- | ------------------------------------------------------------------------------- | ------------------------------------------------------------------------------- | ------------------------------------------------------------------------------- | ------------------------------------------------------------------------------- | ------------------------------------------------------------------------------- | ------------------------------------------------------------------------------- | ------------------------------------------------------------------------------- |
| 4-9-2018                                                                        | Krško                                                                           | Slovenia under 19                                                               | 3 – 3                                                                           | Francia under 19                                                                | Amichevole                                                                      | -                                                                               | 65’                                                                             |
| 13-10-2018                                                                      | Erevan                                                                          | Armenia under 19                                                                | 0 – 4                                                                           | Francia under 19                                                                | Amichevole                                                                      | -                                                                               |                                                                                 |
| 14-11-2018                                                                      | Ta' Qali                                                                        | Francia under 19                                                                | 1 – 0                                                                           | Malta under 19                                                                  | Qual. Europeo Under-19 2019                                                     | -                                                                               |                                                                                 |
| 17-11-2018                                                                      | Ta' Qali                                                                        | Francia under 19                                                                | 7 – 0                                                                           | Lettonia under 19                                                               | Qual. Europeo Under-19 2019                                                     | 1                                                                               | 76’                                                                             |
| 20-11-2018                                                                      | Ta' Qali                                                                        | Belgio under 19                                                                 | 2 – 2                                                                           | Francia under 19                                                                | Qual. Europeo Under-19 2019                                                     | -                                                                               | 81’                                                                             |
| 13-2-2019                                                                       | Firenze                                                                         | Italia under 19                                                                 | 2 – 1                                                                           | Francia under 19                                                                | Amichevole                                                                      | -                                                                               | cap. 76’                                                                        |
| 20-3-2019                                                                       | Ballan-Miré                                                                     | Francia under 19                                                                | 0 – 0                                                                           | Polonia under 19                                                                | Qual. Europeo Under-19 2019                                                     | -                                                                               | cap. 78’                                                                        |
| 23-3-2019                                                                       | Avoine                                                                          | Francia under 19                                                                | 3 – 2                                                                           | Svizzera under 19                                                               | Qual. Europeo Under-19 2019                                                     | -                                                                               | cap.                                                                            |
| 26-3-2019                                                                       | Ballan-Miré                                                                     | Israele under 19                                                                | 0 – 3                                                                           | Francia under 19                                                                | Qual. Europeo Under-19 2019                                                     | -                                                                               | cap. 78’                                                                        |
| 15-7-2019                                                                       | Erevan                                                                          | Rep. Ceca under 19                                                              | 0 – 3                                                                           | Francia under 19                                                                | Europeo Under-19 2019 - 1º turno                                                | -                                                                               | 67’                                                                             |
| 18-7-2019                                                                       | Erevan                                                                          | Irlanda under 19                                                                | 0 – 1                                                                           | Francia under 19                                                                | Europeo Under-19 2019 - 1º turno                                                | -                                                                               | cap. 67’                                                                        |
| 21-7-2019                                                                       | Erevan                                                                          | Francia under 19                                                                | 1 – 0                                                                           | Norvegia under 19                                                               | Europeo Under-19 2019 - 1º turno                                                | -                                                                               | 70’                                                                             |
| 24-7-2019                                                                       | Erevan                                                                          | Francia under 19                                                                | 0 – 0 dts (3 – 4 dtr)                                                           | Spagna under 19                                                                 | Europeo Under-19 2019 - Semifinale                                              | -                                                                               | cap.                                                                            |
| Totale                                                                          |                                                                                 | Presenze                                                                        | 13                                                                              |                                                                                 | Reti                                                                            | 1                                                                               |                                                                                 |